# Asterocyclinidae
Asterocyclinidae es una familia de foraminíferos bentónicos de la superfamilia Nummulitoidea, del suborden Rotaliina y del orden Rotaliida. Su rango cronoestratigráfico abarca desde el Paleoceno medio hasta el Eoceno superior.

## Clasificación
Asterocyclinidae incluye a las siguientes géneros:
- Asterocyclina †
- Athecocyclina †
- Neodiscocyclina †
- Proporocyclina †
- Pseudophragmina †
- Stenocyclina †

Otros géneros considerados en Asterocyclinidae son:
- Actinoplicata †, considerado nomen nudum
- Cisseis †, aceptado como Asterocyclina
- Orthocyclina †, aceptado como Asterocyclina
- Isodiscodina †, aceptado como Asterocyclina